# Первомайск (Нижегородская область)
Первома́йск — город (с 1951 года) в Нижегородской области России, административный центр городского округа город Первомайск. Расположен в 147 км к югу от Нижнего Новгорода и в 381 км к юго-востоку от Москвы.Через город протекают реки Умочь и Чарлей (Черлей).
Население — 13 223 чел. (2021).
Конечная железнодорожная станция Первомайск-Горьковский тупиковой 55-километровой ветки от линии Нижний Новгород — Саранск, в 189 км к югу от Нижнего Новгорода.
Город расположен вдали от крупных автомобильных трасс, в этой связи междугородное автобусное сообщение практически отсутствует.
Основой экономики является промышленность. Градообразующим предприятием является машиностроительный завод Транспневматика.
В городе есть три школы, центр дополнительного образования (ЦДО), школа искусств, семь детских садов, центр культуры, две православные церкви, мечеть.

## История
Возник как рабочий посёлок при чугунолитейном заводе, принадлежавшем А. Н. Карамзину (сыну известного писателя и историка Н. М. Карамзина). Посёлок получил название Ташино в честь жены Карамзина Натальи Васильевны Оболенской (уменьшительное Таша). Прежнее название сохранилось в названии торгового центра «Ташинский».
В 1951 году посёлок преобразован в город Первомайск. В это же время вместо узкоколейной железной дороги, существовавшей с 1920-х годов, была проложена линия широкой колеи.
Несмотря на небольшие размеры, город имеет прямое железнодорожное сообщение с Москвой, благодаря соседству с закрытым городом Саров [скорый поезд № 79/80
(с 01.06.2014 — № 379/380) Первомайск — Берещино — Москва-Казанская].

## Климат
Город Первомайск находится в зоне умеренно-континентального климата который характеризуется холодной продолжительной зимой и тёплым, но достаточно коротким летом. В течение года температура обычно колеблется от -16 °C до 24 °C и редко бывает ниже -26 °C или выше 29 °C.

## Население
| 1897    | 1931    | 1939    | 1959    | 1970    | 1979    | 1989    | 1992    | 1996    |
| ------- | ------- | ------- | ------- | ------- | ------- | ------- | ------- | ------- |
| 1400    | ↗4300   | ↗7400   | ↗13 707 | ↗15 074 | ↗16 410 | ↗16 428 | ↗16 600 | ↗16 800 |
| 1998    | 2002    | 2003    | 2005    | 2006    | 2007    | 2008    | 2009    | 2010    |
| ↗17 000 | ↘15 094 | ↗15 100 | ↘14 900 | ↘14 800 | →14 800 | ↘14 718 | ↗14 731 | ↘14 568 |
| 2011    | 2012    | 2013    | 2014    | 2015    | 2016    | 2017    | 2018    | 2019    |
| ↘14 505 | ↘14 360 | ↘14 245 | ↘14 013 | ↘13 828 | ↘13 706 | ↘13 626 | ↘13 496 | ↘13 362 |
| 2020    | 2021    |         |         |         |         |         |         |         |
| ↘13 260 | ↘13 223 |         |         |         |         |         |         |         |

На 1 января 2025 года по численности населения город находился на 833-м месте из 1124 городов Российской Федерации.

## Экономика
- ОАО «Транспневматика» — разработка и производство компрессорной техники, гидравлических приборов, рукавных соединений, пневматических и механических устройств тормозных систем для железнодорожного подвижного состава, метрополитена и городского транспорта.
- Первомайский лесхоз

Единство лесного хозяйства и механического производства отражено во флаге и гербе города.

## Достопримечательности

### В окрестностях
- Рогожский парк с системой прудов — в 25 км от города (1 км от села Большой Макателем);
- Урочище «Графинские пропасти» — карстовый провал в 4 км от города;
- Урочище «Скит» с сохранившимися постройками (кельями, трапезной конца XVIII — начала XIX веков на реке Сатис) — в 28 км к северо-западу от города.
- Родник Святого Николая в с. Шутилово — 22 км от города

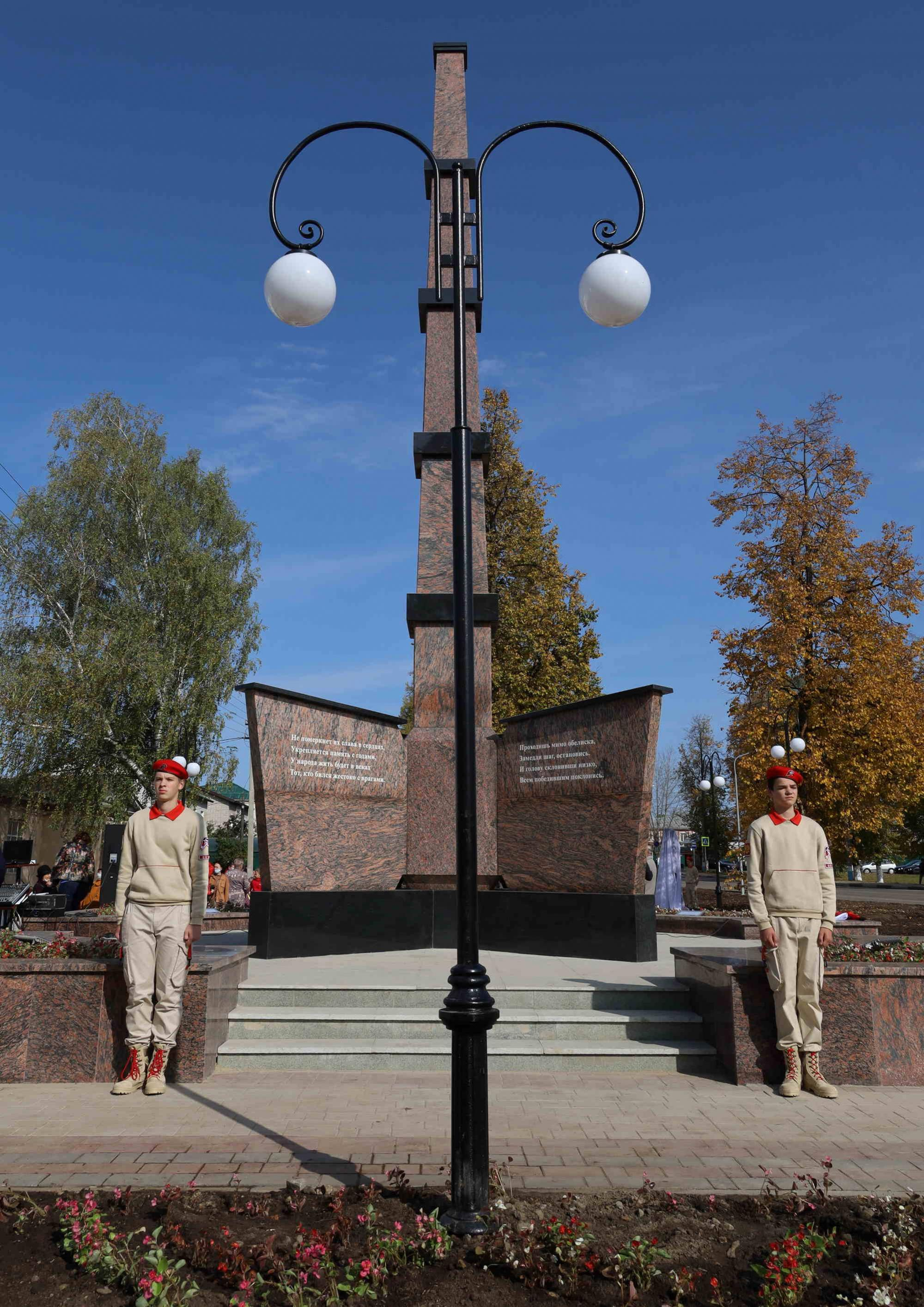
Обелиск в Сквере памяти и славы

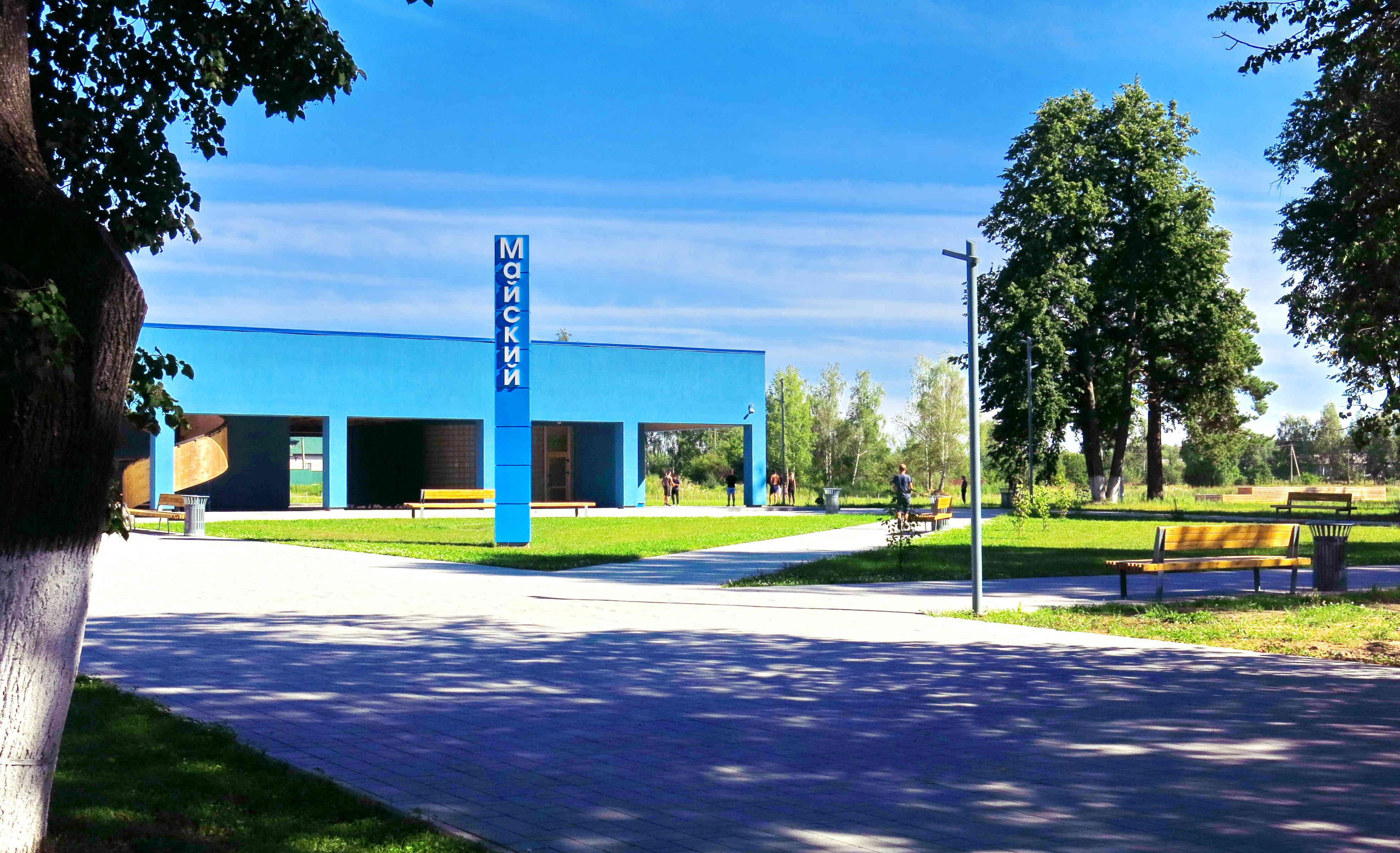
Майский парк

### В городе
- Майский парк с находящейся там спортивной площадкой, стадионом, хоккейной коробкой и танцевальной площадкой со сценой
- Площадь Ульянова, прилегающая к Майскому парку, на которой находится Обелиск Славы с горящим вечным огнём, а также здание администрации города и Районный суд
- Сквер памяти и славы, посвящённый подвигу первомайцев и других советский солдат во Второй Мировой войне
- Солнечный сквер, посвящённый 164-летию города
- Парк Лукоморье
- Краеведческий музей
- Церковь в честь Казанской иконы Божией Матери
- Храм в честь святого и равноапостольного великого князя Владимира
- Мечеть Аль-Кярим

## Общественный транспорт

### Автобусное сообщение
В Первомайске действует система городского и пригородного общественного транспорта.

#### Городские маршруты
- №1 Железнодорожный вокзал — ЦРБ
- №2 АТП — ул. Борискина
- №3 Ул. Западная — ул. Коммунистическая — ЦРБ
- №4 Ул. Коммунистическая — ЦРБ

#### Пригородные и междугородние маршруты
- №101 Первомайск — Сатис
- №102 Первомайск — Посёлок Лесозавода
- №103 Первомайск — Нелей (отдельные рейсы до Николаевки)
- №104 Первомайск — Успенское
- №105 Первомайск — Шутилово
- №106 Первомайск — Садоводческое товарищество «Первомаец»
- №108 Первомайск — Станция Берещино
- №1652 Первомайск — Нижний Новгород (а/с Щербинки)

### Железнодорожное сообщение
Железнодорожное сообщение представлено станцией Первомайск-Горьковский. Ежедневно через станцию проходит поезд 380Г/379Г Первомайск — Москва.

## Галерея

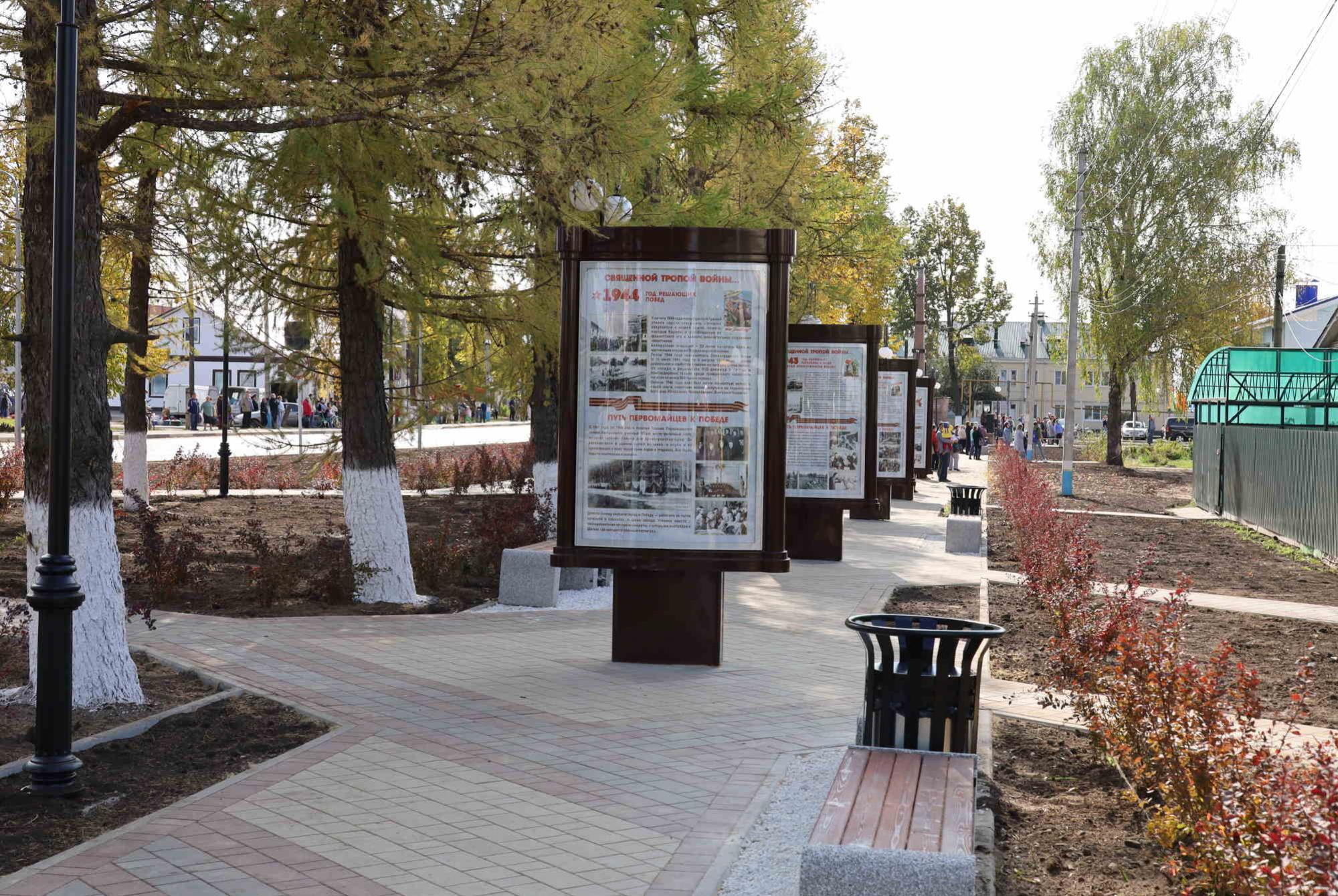
Сквер Памяти и Славы
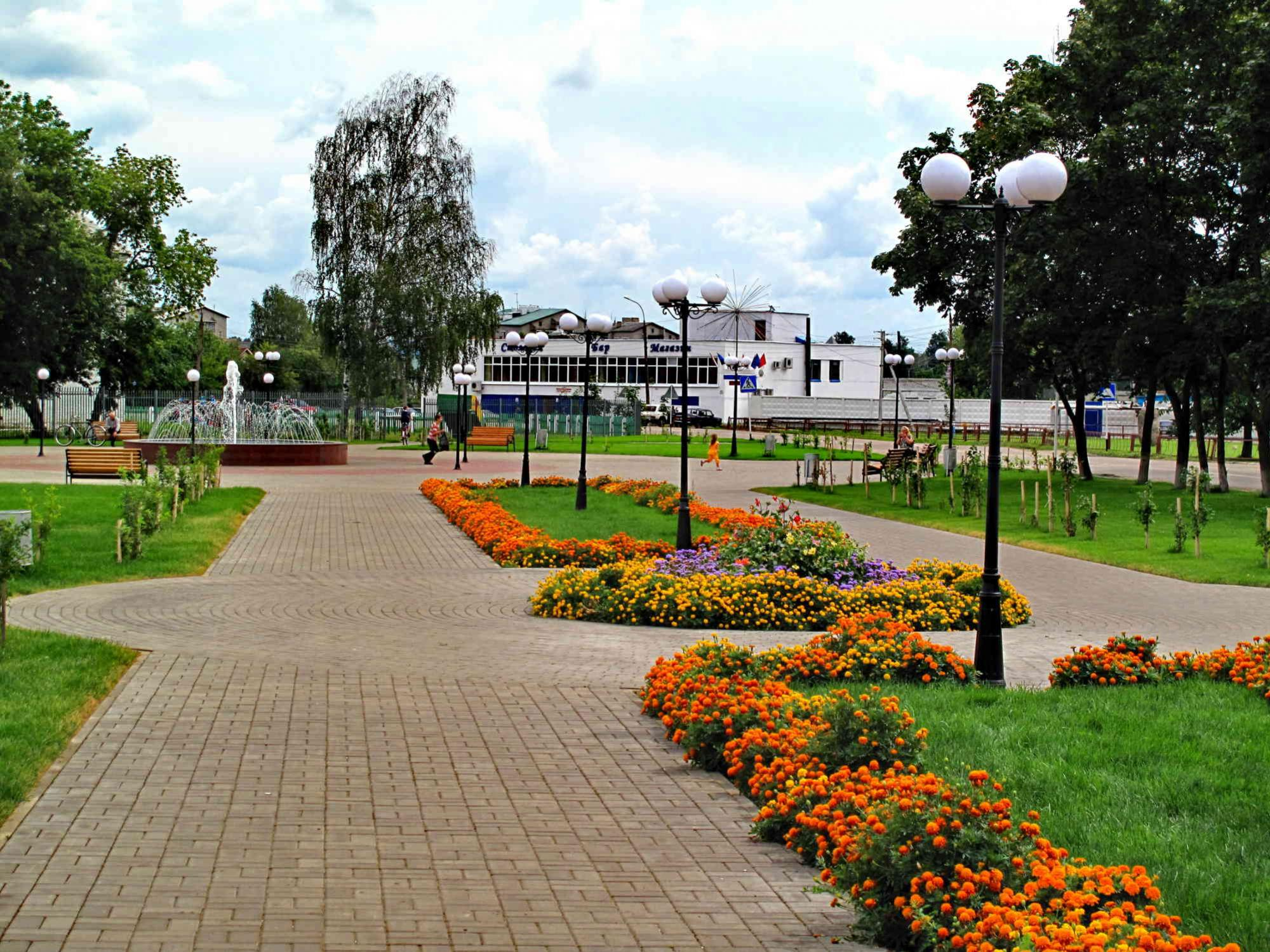
Сквер у здания Транспневматики
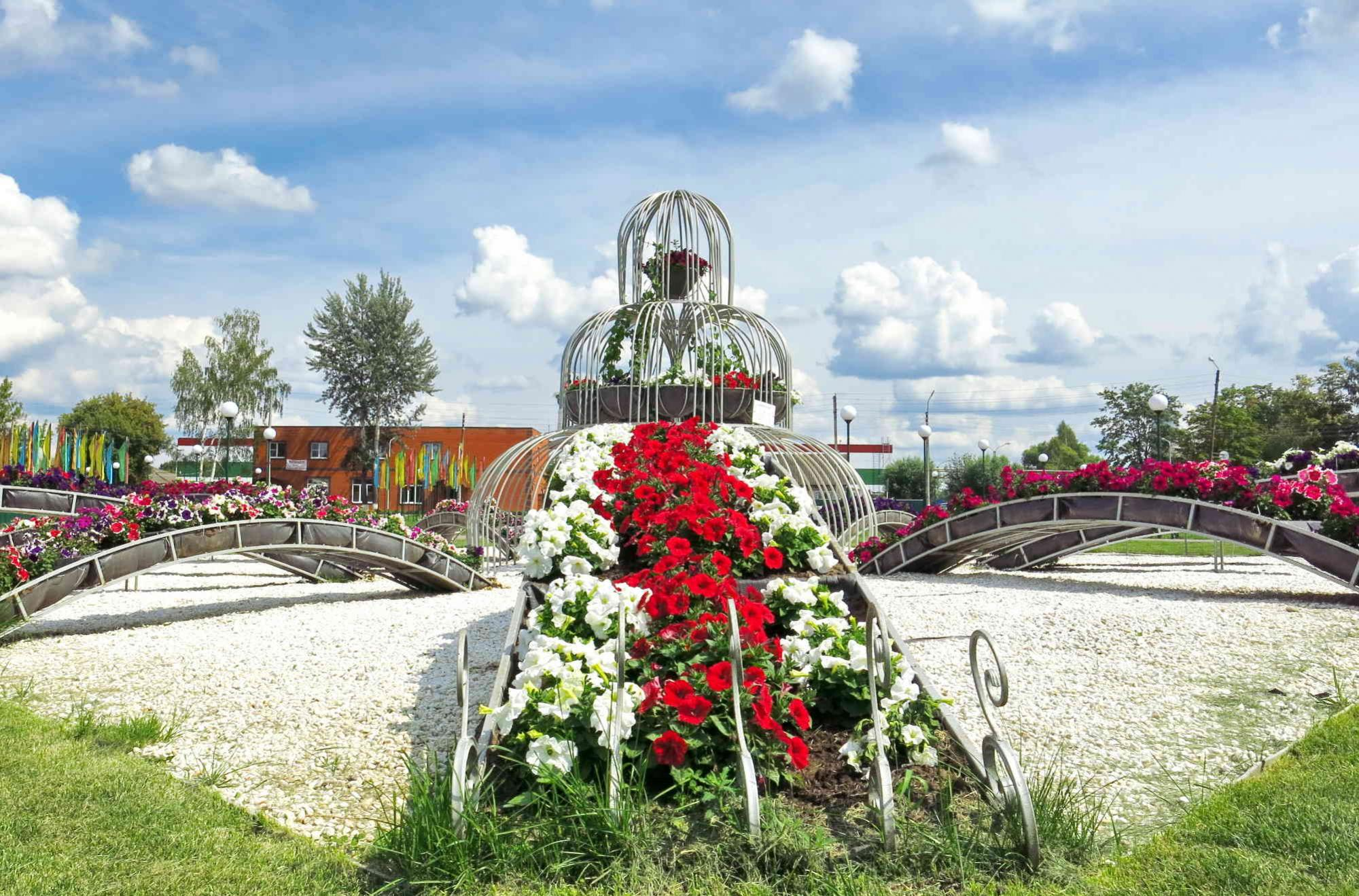
Солнечный сквер
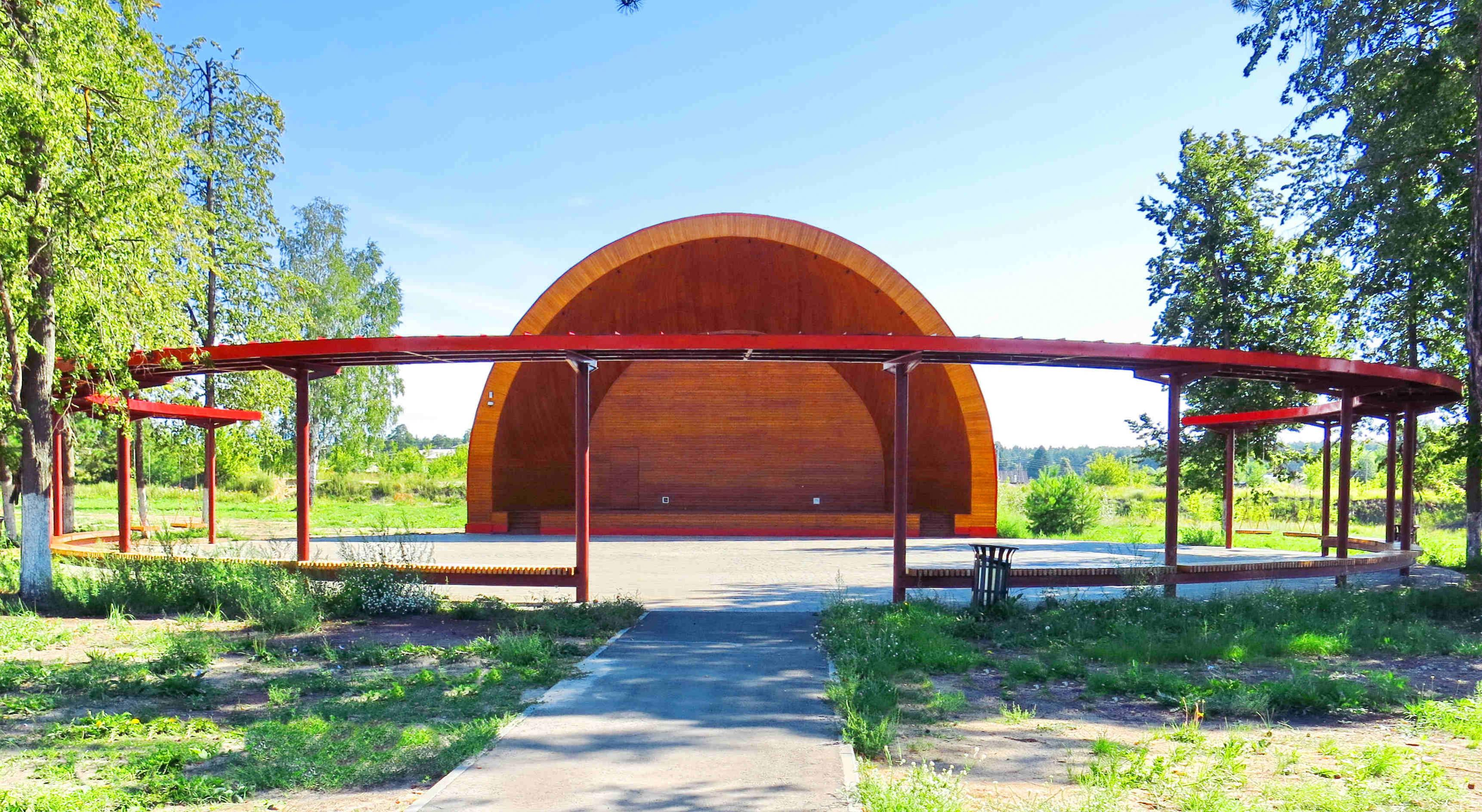
Танцплощадка в Майском парке
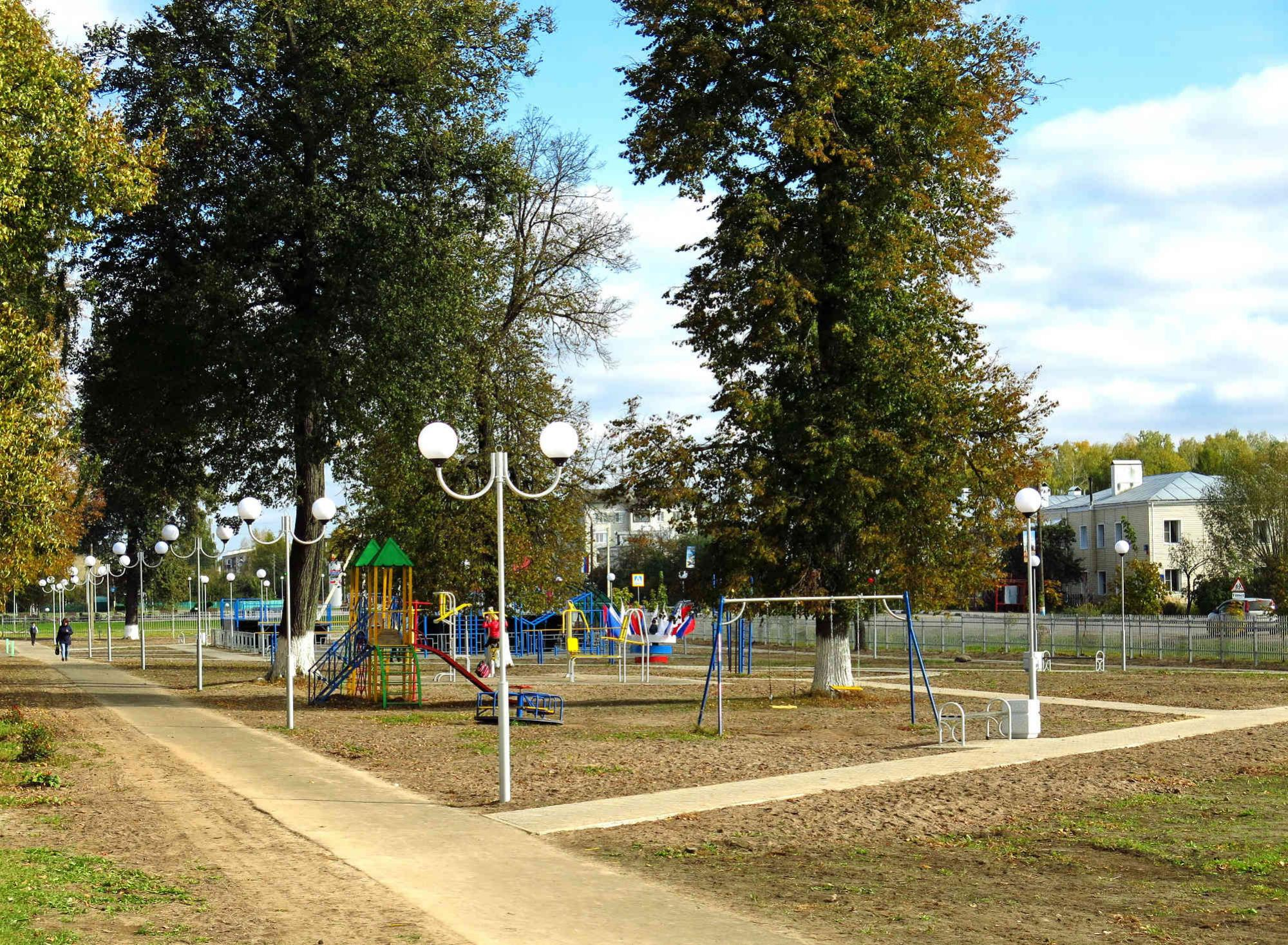
Детская площадка и Скейт-парк у здания ЦДО
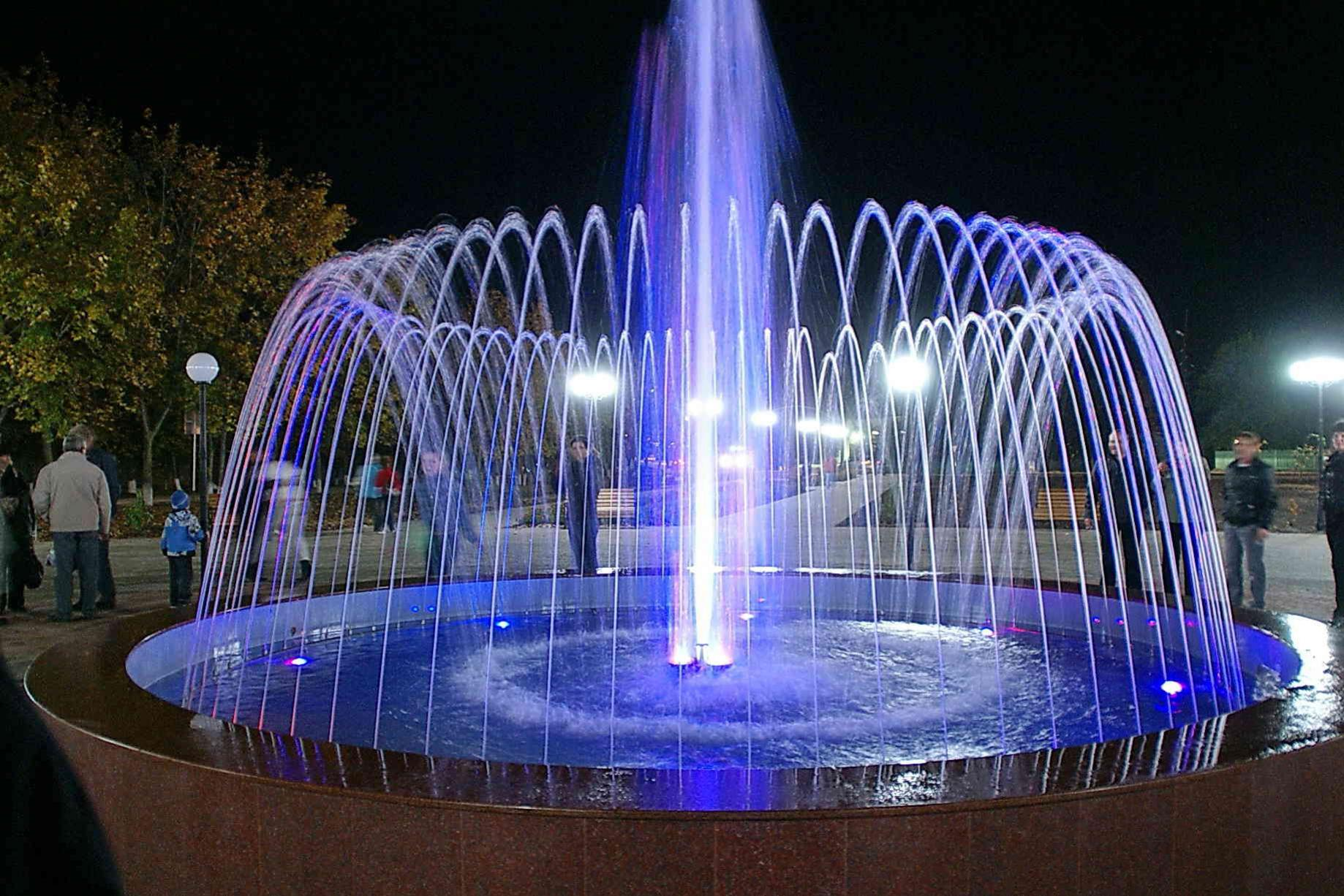
Фонтан у здания Транспневматики
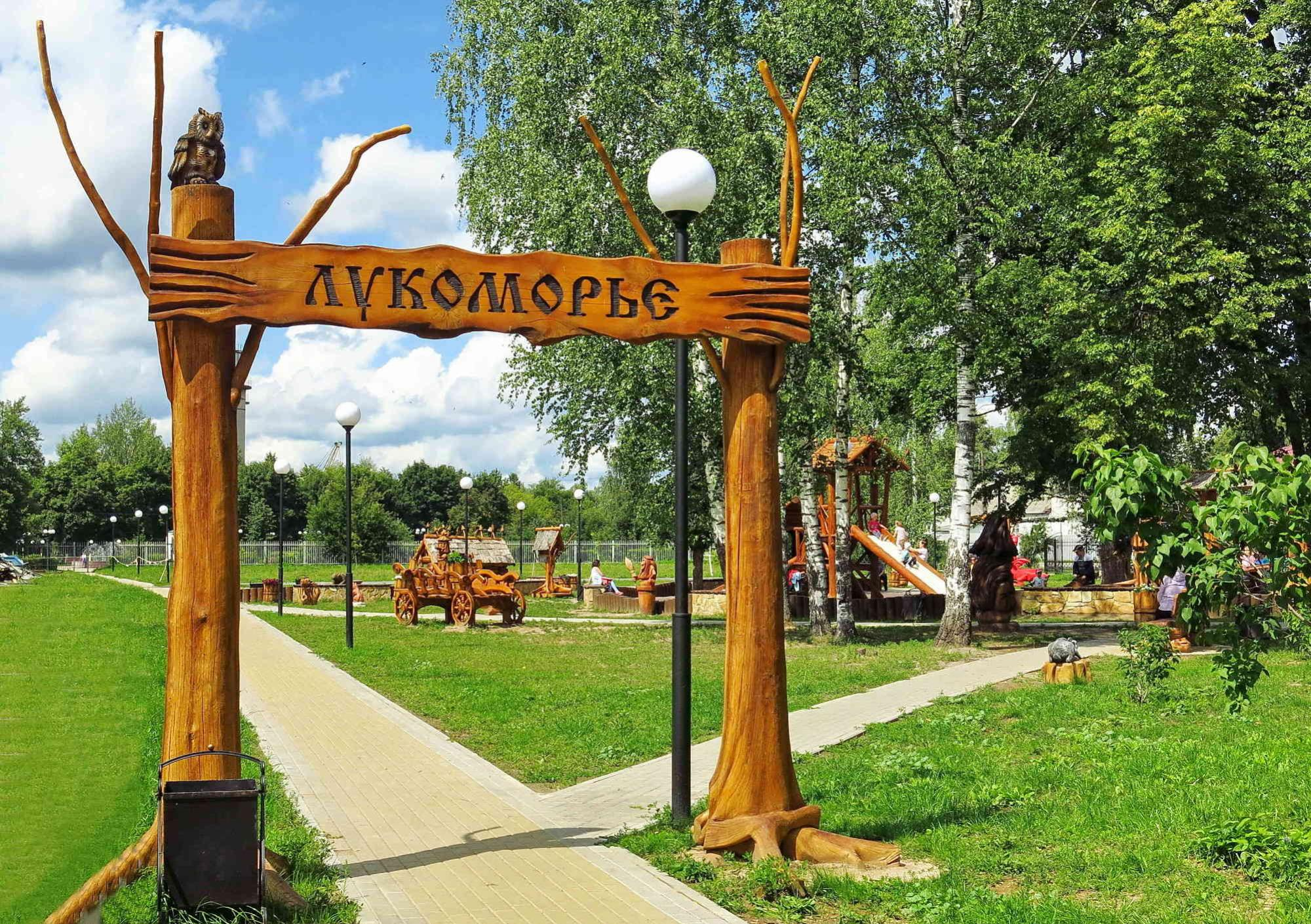
Парк Лукоморье
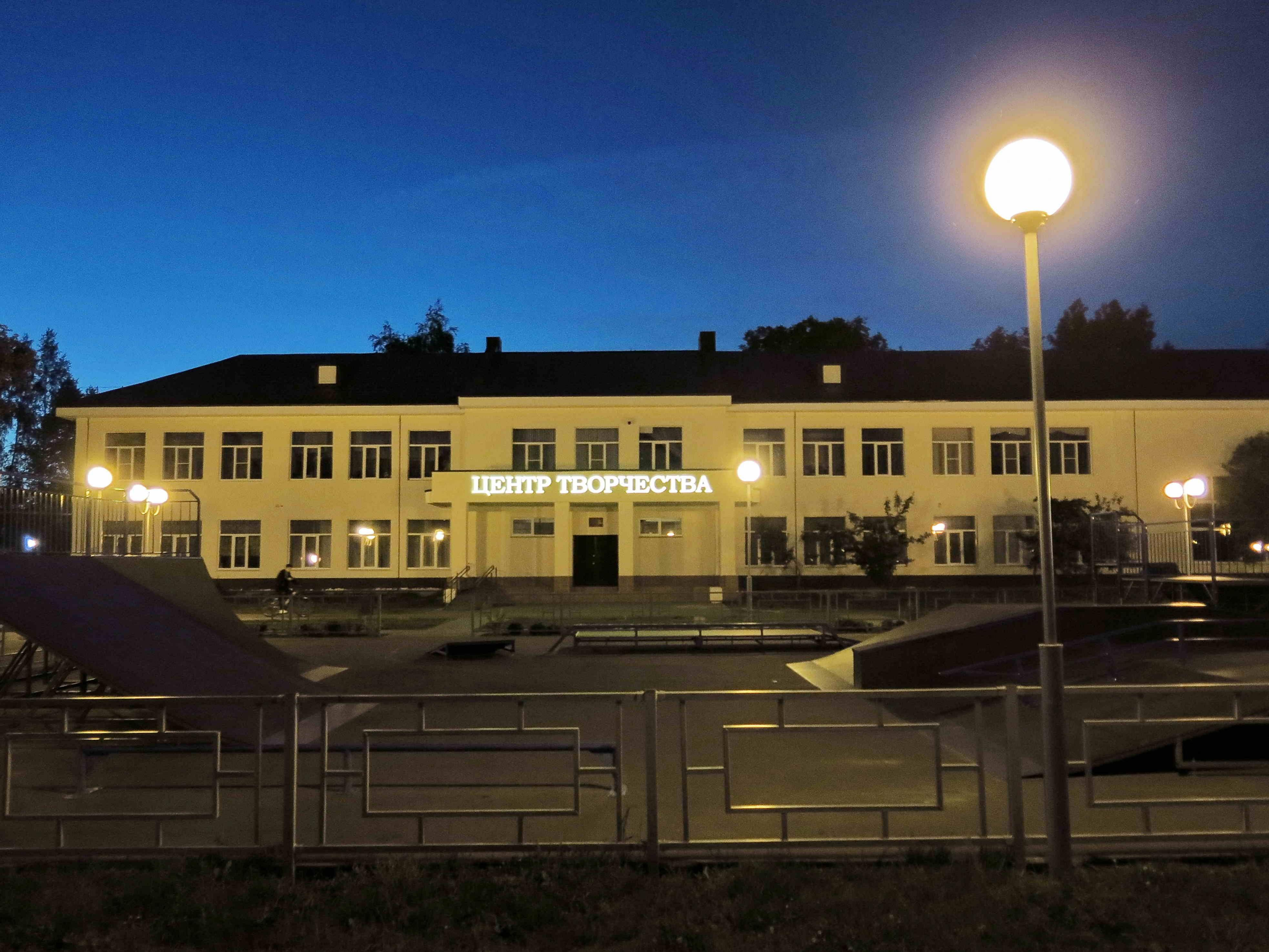
ЦДО и Скейт-парк
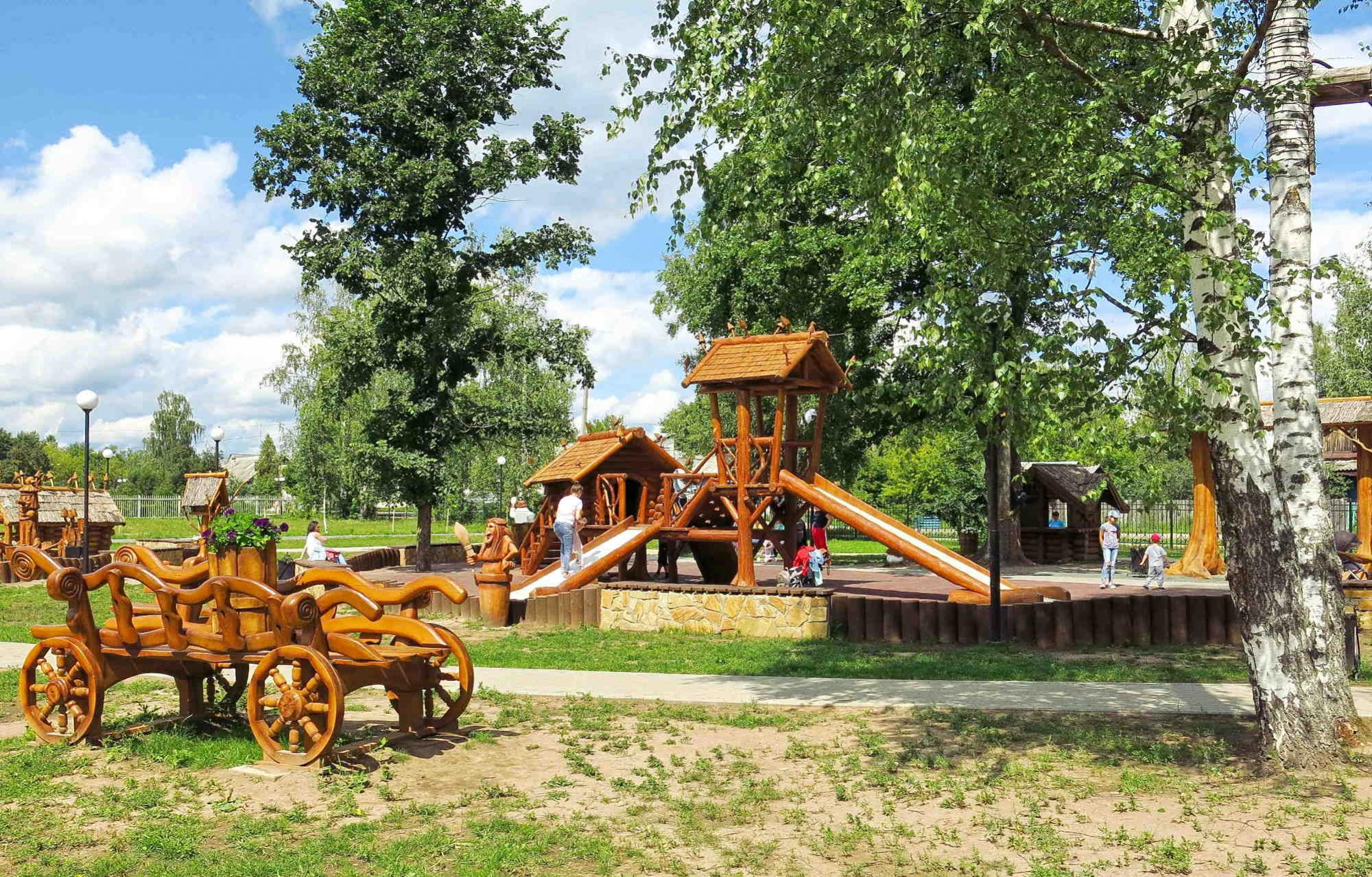
Парк Лукоморье
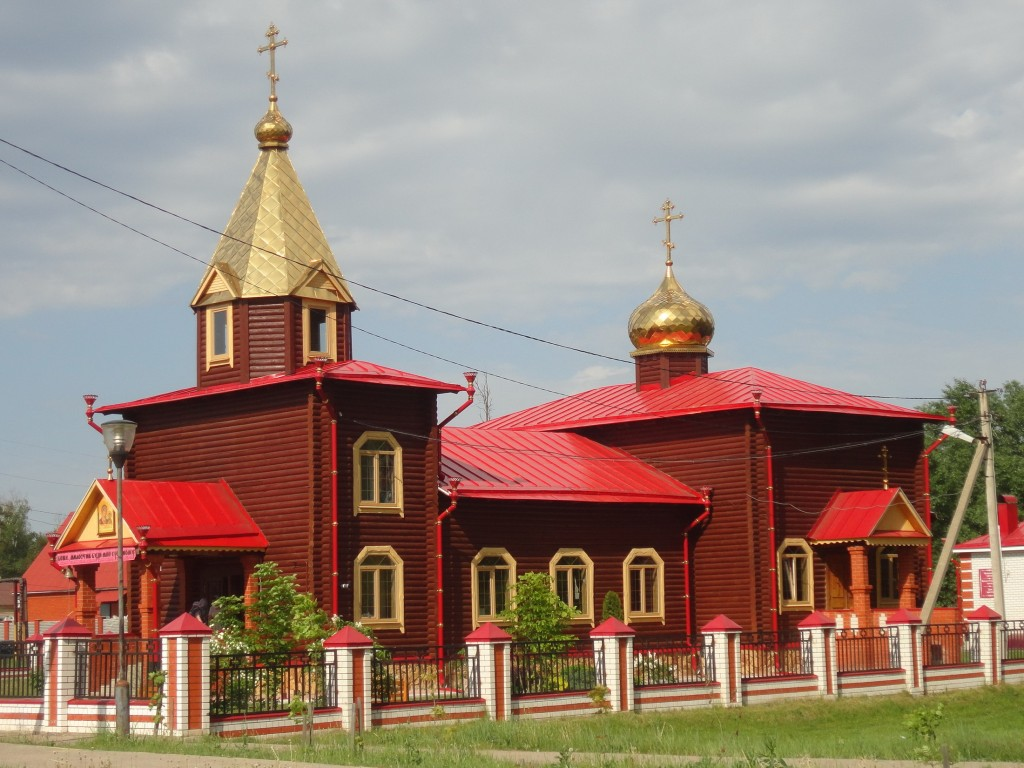
Церковь в честь Казанской иконы Божией Матери
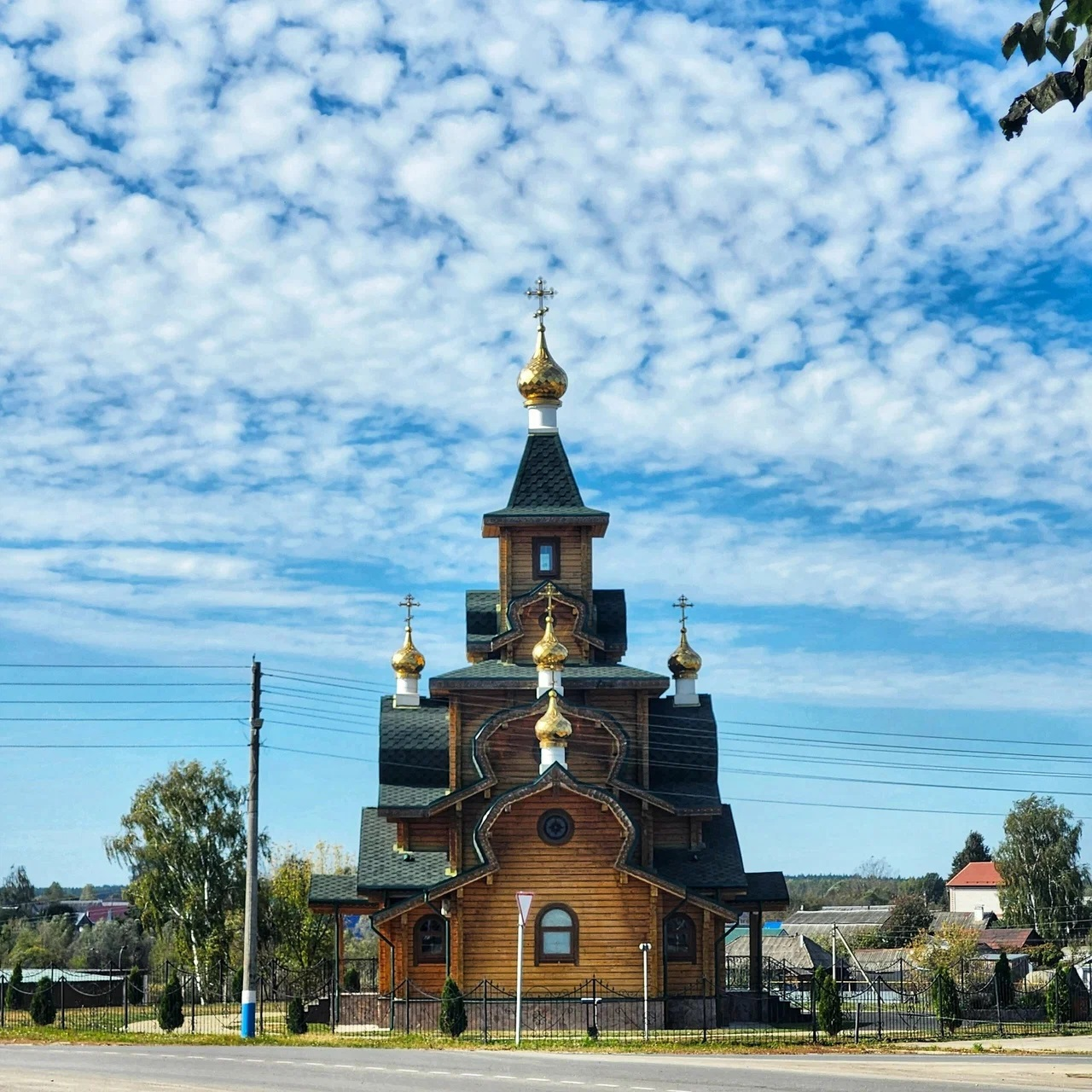
Храм в честь святого и равноапостольного великого князя Владимира
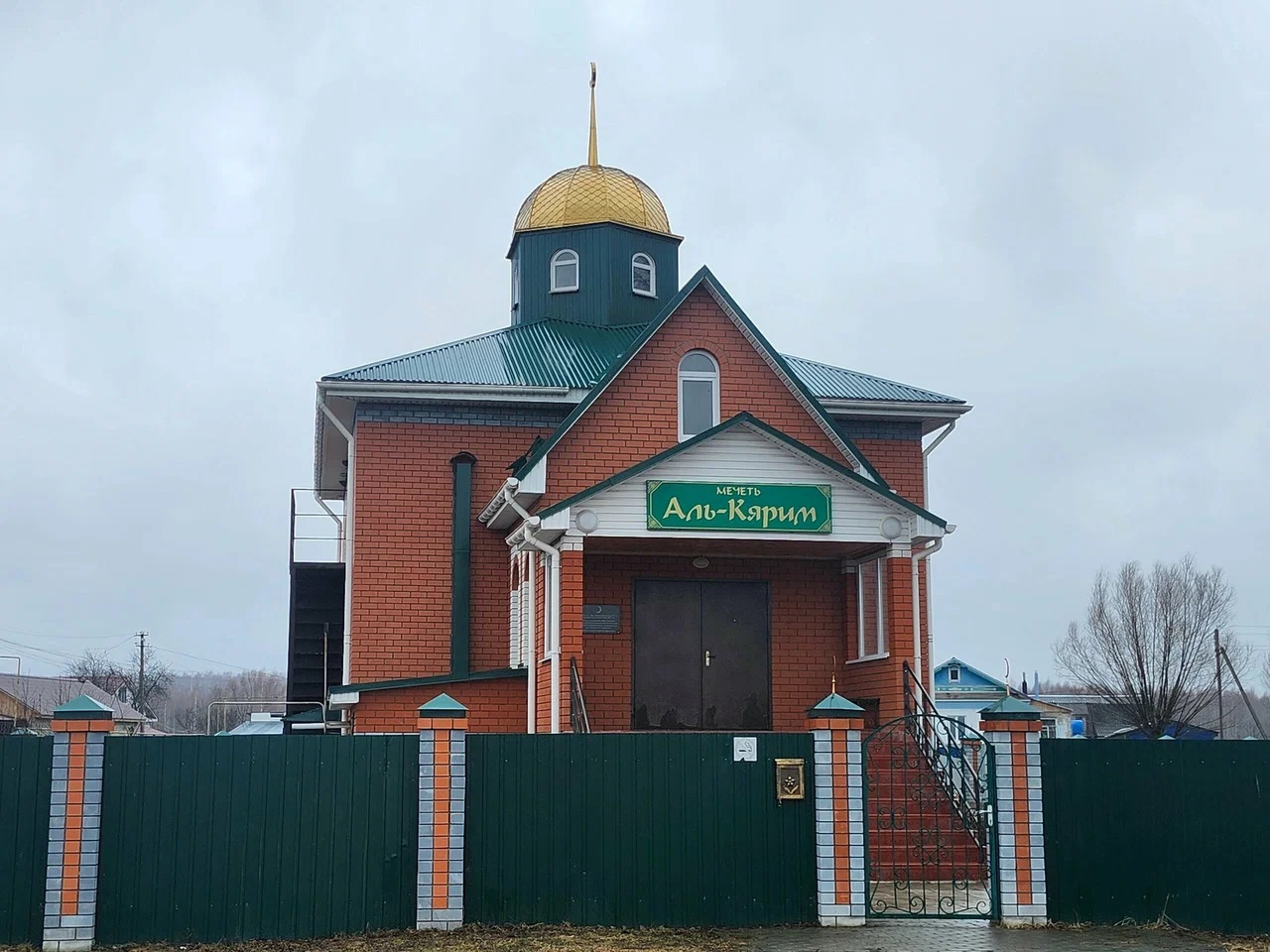
Мечеть Аль-Кярим